# 41184 Devogele
41184 Devogele este o planetă minoră (asteroid), cu un diametru de 5,262 km, din centura de asteroizi. A fost descoperită pe 4 noiembrie 1999 la Stația Anderson Mesa de Lowell Observatory Near-Earth-Object Search. 
Obiectul prezintă o orbită caracterizată de o semiaxă mare de 2,797350994675 UAi, o excentricitate de 0,15612704521833, o înclinație de 17,442997149957 ° în raport cu ecliptica.